# Drino ampliceps
Drino ampliceps är en tvåvingeart som först beskrevs av Karsch 1886.  Drino ampliceps ingår i släktet Drino och familjen parasitflugor.
Artens utbredningsområde är Angola. Inga underarter finns listade i Catalogue of Life.